# Hugh Walker (Schlagzeuger)
Hugh Walker (* 22. November 1942 in Purcell, Oklahoma; † 15. Januar 2008 in Midwest City, Oklahoma) war ein afroamerikanischer Jazzmusiker (Schlagzeug).
Walkers Eltern waren Hugh Walker senior und Mae Ella Hill Walker. Er wuchs in Oklahoma City auf und besuchte dort auch die Schule. In der Schule spielte er zunächst Horn, wandte sich dann aber dem Schlagzeug zu. Nach dem Highschool-Abschluss 1960 verließ Walker Oklahoma City, um als Musiker zu arbeiten. Er spielte mit Jazzmusikern wie George Braith (Soul Stream Blue Note, 1963), Kenny Dorham, Big John Patton, Harold Mabern, Harold Vick, O’Donel Levy, Buck Hill, Ronnie Wells und Mary Lou Williams. Im Bereich des Jazz war er zwischen 1963 und 1986 an elf Aufnahmesessions beteiligt.
Walker hatte einen Sohn und zwei Töchter.